# Katrin Korfmann
Katrin Korfmann (*  1971 in Heidelberg) ist eine deutsche Fotografin und Bildende Künstlerin.

## Leben
Katrin Korfmann wurde 1971 in Heidelberg geboren. Von 1995 bis 1996 besuchte sie die Kunsthochschule Berlin-Weißensee. Sie war Assistentin von Ulay (Uwe F. Laysiepen) in den Jahren 1996 bis 1997. An der Akademie Rietveld (Amsterdam, Niederlande) beendete sie (1996–1999) ihre Ausbildung. Heute lebt und arbeitet sie in Amsterdam. Sie lehrt an der Koninklijke Academie van Beeldende Kunsten in Den Haag.

## Werk
Ihr Augenmerk gilt dem scheinbar Gewöhnlichen, ihr betont neutraler Blick führt jedoch in eine fiktive Welt. In einem material- und medienübergreifenden Transferverfahren werden Situationen z. B. das Warten auf dem roten Teppich der Berlinale mit der Foto- oder Videokamera beobachtet, zu einem Bild zusammengesetzt und als Leuchtkasten oder Fotografie präsentiert. Mit diesem experimentellen Zug ihrer Kunst setzt sie das eigentliche fotografische Bildmotiv ins Abseits der Erkennbarkeit und erzeugt eine Illusion von Bewegung und erweiterter Szenerie.
Katrin Korfmann versucht „Déjà-vu“-Momente zu kreieren, ob in Transiträumen oder eigens erschaffenen Installationen. Gelingt ihr dies, werden die Aufnahmen eingerahmt. Details werden womöglich ausgelassen, um auftauchende Informationen manipulieren zu können. Ihre Arbeiten basieren auf Konzepten der Fotografie, wobei sie sich mit der Fragestellung des „Posierens“ und „Agierens“ im öffentlichen Raum beschäftigt. So hält sie mit ihren Aufnahmen zufällige Situationen fest, deren Unkontrollierbarkeit zu Überraschungen führt. Die Künstlerin wählt zwar das Konzept, jedoch nicht die letztendlichen Protagonisten ihrer Arbeiten.
Korfmanns Arbeiten mögen als Bühneninszenierungen angesehen werden, was durch die Anwesenheit von Kameras noch verstärkt wird. Sobald jemand eine ihrer Installationen betritt, ist er auch schon Teil ihres Werkes. Entweder werden ihre Kameras oder Installationen an sich gar nicht bemerkt oder man entdeckt sie und agiert selbstbewusst auf der für einen persönlich geschaffenen Bühne. Transiträume, wie z. B. der rote Teppich der Berlinale oder Bahnhöfe, ziehen die Künstlerin besonders an. Diese öffentlichen Plätze sind auf unterschiedlichste Weise erlebbar und bergen doch Momente der Intimität, die die Künstlerin für ihre Arbeiten regelrecht sucht. In ihren Kompositionen wählt Korfmann einen Ausschnitt, der es ihr ermöglicht, die jeweilige Situation transparent zu machen. Diese wird erweitert, zeitlich ausgedehnt und verweigert sich damit der „Originalität“ des eigentlichen magischen Momentes. Die Umsetzung dieser Idee wird in dem Werk „waiting for Julia (3x10min)“ deutlich, wo die Künstlerin einen Teil des roten Teppichs zu verschiedenen Zeiten aufnimmt und die einzelnen Bilder im Nachhinein zu einem Gesamtwerk zusammenführt. Oft wird der Betrachter des Werkes dabei Subjekt desselben. Auf der Seite des „Rahmens“ sowie auf der Seite des „gerahmt werdens“ ist er sogar unerlässlich, damit die Schaustellung funktionieren kann.
Katrin Korfmann spielt außerdem in vielen ihrer Arbeiten mit der Beziehung zwischen Raum und Fläche. In ihrer Arbeit „grey 12min 30sec“ aus dem Jahre 2007 spiegelt sie beispielsweise den Raum als Abbildung. Auch stellte sie in früheren Werken monochrome Farbflächen an öffentlichen Plätzen auf (z. B. „white wall“, 2000), die dem Raum Tiefe nehmen und ihn auf ein Flächengefüge reduzieren. Zugleich bildet ihre Installation aber einen neuen Raum, der in Beziehung zur Umgebung steht. So kreiert sie unbesetzte Räume, wobei die Farben eine subjektive Interpretation und die Flächen einen Projektionshintergrund zulassen. Die reale Umwelt bleibt dabei nicht sichtbar, Wissen und Kontext verschwinden, übrig bleibt die erlebte Zeit im neu geschaffenen Raum.

## Auszeichnungen
- 2014  Chinese European Art Center, Stipendium/China
- 2013  Mondriaan Fund, Stipendium/Niederlande
- 2012  RADO STAR PRIZE, Schweiz
- 2011  Amsterdam Fund for the Arts/Niederlande
- 2010  Fonds BKVB, Niederlande
- 2009  Amsterdams Grafisch Atelier, Stipendium, Amsterdam/Niederlande
- 2005  Künstleraufenthalt, Akademie der Künste/Berlin
- 2004  Fonds BKVB/Niederlande
- 2004  Vrije Ruimten Zuidas 01, Stipendium/Niederlande
- 2004  Nomination: KDR kunst RAI Preis/Niederlande
- 2004  Nomination: Preis der Neuen Nationalgalerie/Berlin
- 2003  Prix de Rome (2. Preis)/Niederlande
- 2003  Fonds BKVB/Niederlande
- 2002  Fonds BKVB/Niederlande
- 2001  Robert Bosch Stiftung/Deutschland
- 2001  Citta dell’arte – Fondazione Pistoletto, Künstleraufenthalt, Biella/Italien
- 2000  Mama Cash Award/Niederlande
- 2000  Stiftung Würth/Deutschland
- 1999  Esther Kroon/Niederlande

## Ausstellungen

### Einzelausstellungen
- 2014  Ensembles Assembled, Europäischer Monat der Fotografie Berlin, whiteconcepts, Berlin
- 2014  Ensembles assembled, Photoireland / Library Project, Dublin/Irland
- 2014  Count for Nothing, Bau Xi Photo, Toronto/Kanada
- 2013  Gallery ANDERSSON/SANDSTRÖM, Stockholm/Umeå / Schweden
- 2013  AMC Collection, Brummelkamp Galerie AMC, Amsterdam/Niederlande
- 2012  Gallery ANDERSSON/SANDSTRÖM, Stockholm/Schweden
- 2011  Art Amsterdam, with Gallery Art Affairs, Amsterdam/Niederlande
- 2011  Horizon Vanished, Gallery Art Affairs, Amsterdam/Niederlande
- 2010  Count for Nothing, Europäischer Monat der Fotografie Berlin, whiteconcepts&Kai Hilgemann, Berlin
- 2010  VOLTA 6, Zaum Projects, Basel/Schweiz
- 2009  Zaum Projects, Lissabon/Portugal
- 2009  Waiting for Julia, Galerie artMbassy, Berlin
- 2008  Imagine what is like, Bahnhofsplatz und -tunnel, Hilversum/Niederlande
- 2005  L’Aparador, Museu Abellò, Mollet des Valles/Spanien
- 2005  Flatten Image (p.s.), Akademie der Künste/Berlin
- 2004  Lift,5 min.32 sec., Carl Berg Galerie, Los Angeles/USA
- 2003  Blue Octagon (DFOTO) (p.s.), Boulevard, San Sebastian/Spanien
- 2003  Public Cube (p.s.), Prix de Rome / Schiphol Airport / Niederlande
- 2003  Art Spaces, Art Affairs, Amsterdam/Niederlande
- 2003  Art Spaces, Galeria 44, Barcelona/Spanien
- 2002  Cucina Mobile, W139, Amsterdam/Niederlande
- 2001  Counter-Strike, Art Affairs, Amsterdam/Niederlande
- 2001  Viewing the Viewer, Galeria 44, Barcelona/Spanien
- 2001  Cucina Mobile, Plus e.V./ Düsseldorf

### Gruppenausstellungen
- 2014  AIPAD Photography Show, New York/USA
- 2014  RAW art fair, Rotterdam/Niederlande
- 2014  Art Rotterdam, Rotterdam/Niederlande
- 2013  The Miami Project, Miami/USA
- 2013  Starting Something, Beijing Design Week, Beijing/China
- 2013  WHITE, group show with Katrin Korfmann, Photography Museum, Rotterdam/Niederlande
- 2012  Passing Time, CuratorSquared, R.E. Peeler Art Center, DePauw University, Greencastle/USA
- 2012  Passing Time, Ezra and Cecile Zilkha Gallery, Center for the Arts, Wesleyan University, Middletown/USA
- 2012  ARCO, Madrid/Spanien
- 2011  PULSE art fair, Los Angeles/USA
- 2011  Voorbeeld, Royal Academy of Art, The Hague/Niederlande
- 2011  ARCO, Madrid/Spanien
- 2010  Sideways, Museum für Moderne Kunst, Arnhem/Niederlande
- 2010  KORFMANN&WOOKEY, CBK, Dordrecht/Niederlande
- 2010  Kosmos Kiosk, Kunstverein Giessen
- 2009  viennafair, Wien/Österreich
- 2009  Galerie Samuelis Baumgarte, Bielefeld
- 2009  Space Matrix 01, whiteconcepts, Berlin
- 2008  Start, Zaum Projects, Lissabon/Portugal
- 2008  Serial Photography, 2x2 projects, Amsterdam/Niederlande
- 2008  Sideways, Azad Gallery, Teheran/Iran
- 2008  Art Amsterdam, Niederlande
- 2008  3xF, Heinrich Boell Stiftung, Rostock
- 2008  UITBRAAK!, Meneer de wit, Amsterdam/Niederlande
- 2008  Scope Basel, Basel/Schweiz
- 2007  magie real, Galerie artMbassy, Berlin
- 2007  MYSTERY, Frederieke Taylor Gallery, New York/USA
- 2007  Scope Basel, Basel/Schweiz
- 2007  Art Rotterdam, Rotterdam/Niederlande
- 2006  Real spaces, fictitious spaces, Fundación COFF, Edificio Tabacalera, San Sebastián/Spanien
- 2006  Gray.Korfmann.Youngblood, Carl Berg Gallery, Los Angeles/USA
- 2006  3xF, Frauen Museum, Wiesbaden
- 2006  Quo Vadis, Art Affairs, Amsterdam/Niederlande
- 2006  Vorlaeufige Durchsuchung, Akademie der Künste, Berlin
- 2006  Scope New York, New York/USA
- 2006  3xF, Hauptstadtstudio ARD, Berlin
- 2005  Digital Cotton, Savannah Gallery, Atlanta/USA
- 2005  Palm Beach Contemporary, Palm Beach/USA
- 2005  Marks of Honour, Foam, Amsterdam/Niederlande
- 2005  Marks of Honour, van Zoetendaal Gallery, Amsterdam/Niederlande
- 2005  Art Cologne, Köln
- 2005  Kunst RAI, Amsterdam/Niederlande
- 2004  Zoom op Zuidas, De Zuiderkerk, Amsterdam/Niederlande
- 2004  Ultrachrome, Carl Berg Gallery, Los Angeles/USA
- 2004  4 Positions, Art Affairs, Amsterdam/Niederlande
- 2004  Werkstatt Junge Akademie, Akademie der Künste/Berlin
- 2004  Uitgelicht 4, Westergasfabriek, Amsterdam/Niederlande
- 2004  Artforum Berlin, with Art Affairs/Berlin
- 2004  Art Cologne, with Art Affairs/Köln
- 2004  Art in the Hinge, European Patent Office, The Hague/Niederlande
- 2003  Prix de Rome, GEM Museum voor actuele Kunst, Den Haag/Niederlande
- 2003  Artforum, Berlin
- 2003  Ministry of Foreign Affairs, Den Haag/Niederlande
- 2003  Art Brussels, Brüssel/Belgien
- 2003  ARCO, Madrid/Spanien
- 2002  Non Places, Frankfurter Kunstverein/Frankfurt am  Main
- 2002  Thresholding, Smart Project Space, Amsterdam/Niederlande
- 2002  Big Torino, International Biennale of Young Art, Torino/Italien
- 2002  Out of the Digital Domain, Irvine Fine Arts Center, Irvine/USA
- 2002  Esther Kroon Prijs, Van Zoetendaal Gallery, Amsterdam/Niederlande
- 2002  Faces Chosen, Art Affairs, Amsterdam/Niederlande
- 2002  Portretten uit de Collectie Van Zoetendaal, Gemeentemuseum, Den Haag/Niederlande
- 2002  ARCO, Madrid/Spanien
- 2002  Art Cologne, Köln
- 2001  Plus.Quam.Perfekt, Museum Ludwig/Köln
- 2001  Open Studios, Rijksakademie, Amsterdam/Niederlande
- 2001  eme3 Dencity, CCCB, Barcelona/Spanien
- 2001  Appearing Live, Zu tun in B. / project space / Köln
- 2001  Art Cologne, Köln
- 2001  The Body’s Performance, Art Affairs, Amsterdam/Niederlande
- 2001  ARCO, Madrid/Spanien
- 2001  She Shows, Bagagehal Loods 6, Amsterdam/Niederlande
- 2000  Open Studios, Rijksakademie, Amsterdam/Niederlande
- 2001  Illusions, Galeria 44, Barcelona/Spanien
- 2001  Live Portraits, Projectroom Rijksakademie, Amsterdam/Niederlande